# Dicranum diplospiniferum
Dicranum diplospiniferum är en bladmossart som beskrevs av Gao Chien och Aur Zhi-wen 1980. Dicranum diplospiniferum ingår i släktet kvastmossor, och familjen Dicranaceae. Inga underarter finns listade i Catalogue of Life.